# Millau-i völgyhíd
A millau-i völgyhíd vagy millau-i viadukt (franciául Viaduc de Millau, kiejtése kb. mijó) a franciaországi Aveyron megyében található, a Tarn folyó völgyét hidalja át, az autópálya-építés és a hídépítés egyik kiváló példaképe, jogosan a franciák büszkesége. A 343 méter magas pilonnal és a 245 méter magas pillérrel jelenleg is a világ legmagasabb közúti hídjának számít. A vízfelület fölött 270 méteres magasságban haladó út (a mexikói Baluarte híd 2012-ben történt átadásáig ez is világrekordot jelentett a ferdekábeles hidak között) számára épített 2460 m összhosszúságú híd a leghosszabb ferdekábeles híd a világon.
A millau-i völgyhíd felépítése csak három évet vett igénybe, de az csak a hosszú, alapos és széles körű mérnöki, pénzügyi és gazdaságossági tanulmányok kollektív megtárgyalása, a híd megtervezése, és a helyi lakosság véleményének kikérése után indult el, ami együttvéve 13 évet igényelt.
A viadukt építését, amelynek első vázlatos tervei 1975-ből származnak, a francia Eiffage nevű cég valósította meg 320 millió euró befektetésével, Michel Virlogeux kitüntetett francia építőmérnök kivitelezési elvei és a brit Norman Foster tervezőirodájának (Foster+Partners) részletes tervei alapján.
A völgyhíd a Clermont-Ferrand-t Béziers-vel összekötő A75-ös autópálya fontos láncszeme. Az autópálya megépítésével megszűnt a Francia-középhegység és Clermond-Ferrand elszigeteltsége, fellendült a régió ipari és kereskedelmi tevékenysége. Az új útvonal tehermentesíti a Rhône-völgyén áthaladó autópályákat, ahol jelentős az Észak-Európából az Ibériai-félsziget felé haladó kamionforgalom. A nyaralók, turisták is gyorsabban juthatnak el a Földközi-tenger partjára. Millau-ban és a viadukt környékén megélénkült az idegenforgalom.

## Története

### Az A75-ös autópálya
Az A75-ös autópálya a négy, Párizs felől Dél-Franciaországba vezető nagy forgalmú útvonal egyikének fő alkotórésze. A mellékelt térképen látható, hogy bármelyiken eljuthatunk Párizsból Perpignanba, Franciaország legdélibb csücskébe.

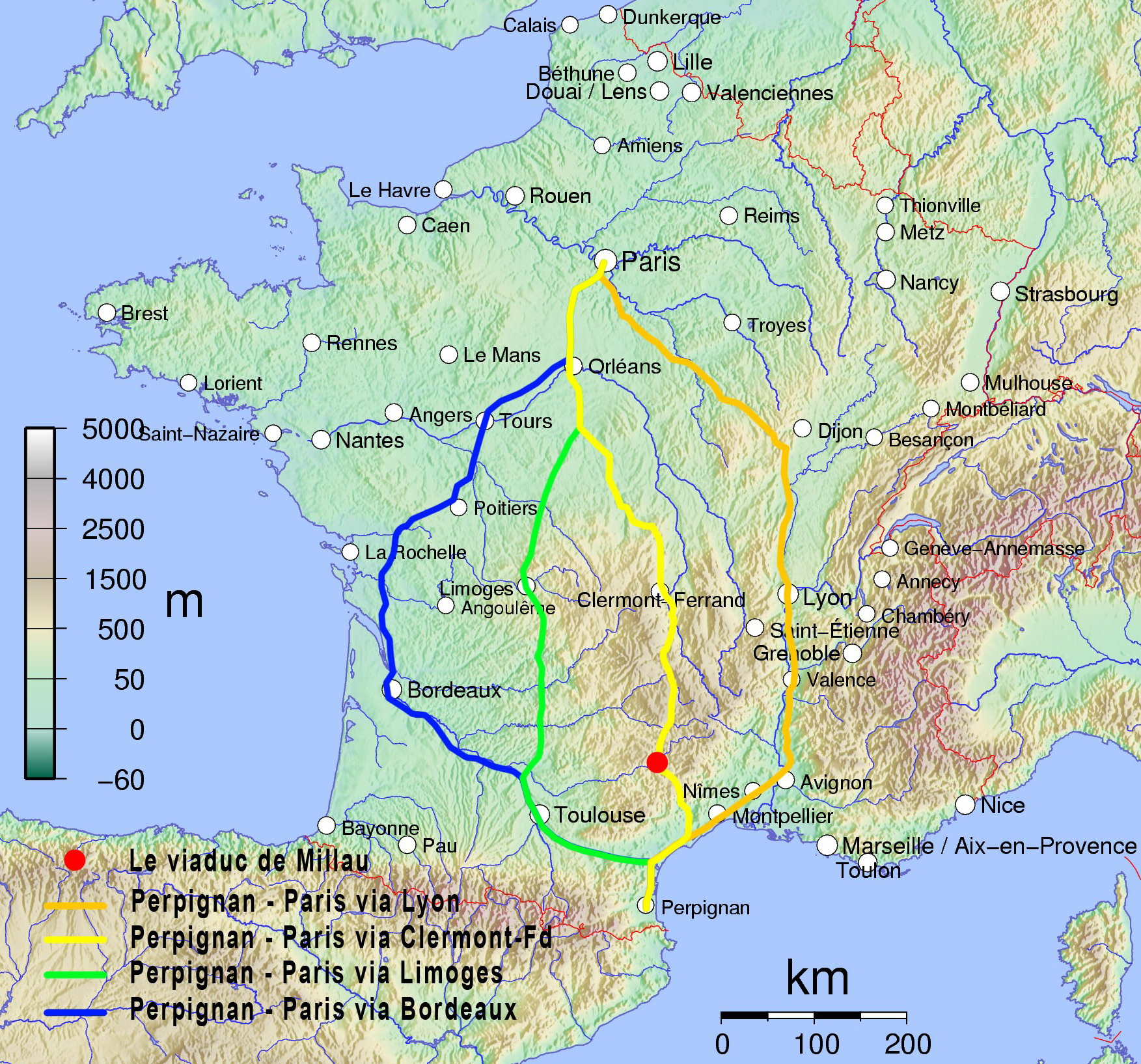
A Párizs felől déli irányba vezető négy fő útvonal a befejezetlen A75-össel

A dél felé irányuló főútvonalak közül az A6-os, valamint az A7-es kissé kelet felé ívelve a Rhône folyó völgyét követi. Az A10-es és az A62-es az ország délnyugati része felé kanyarodik. Ez utóbbiakhoz folytatásként az A20-as csatlakozik Orléans-nál, ami Toulouse-hoz vezet. Ennek a nyugatra kanyarodó útvonalnak a tehermentesítésére szolgál az Orléans és Clairmont-Ferrand között futó A71-es autópálya, ami szintén hozzájárul az északot, illetve északkeletet Franciaországon keresztül az Ibériai-félszigettel összekötő útvonalak autóforgalmának lebonyolításához. Az A75-ös az az út, amely Clairmond-Ferrand-tól egészíti ki az útvonal hiányzó részét Béziers-ig.
Az A75-ös autópálya Béziers-nél csatlakozik az Avignon felől délnyugatra, az Ibériai-félsziget irányába futó A9-es autópályához Spanyolország és Portugália felé.
A Francia-középhegységben eredő, keletről nyugati irányban haladó Tarn folyó völgye az észak-dél irányú útvonalak forgalmának egyenletes folyását egy 200 méteres hasadékkal szakítja meg. Az út Millau városa közelében egy különösen nehezen áthidalható völgyön halad keresztül. A viadukt felépítése előtt a közlekedés egy aránylag kis hidat használt Millau-ban, aminek megközelítése a magaslatokon futó útszakaszokról mindkét irányból keskeny kígyózó utakon történt. Bár az utóbbi időkben ez Millau városközpontjának elkerülőjét használta, mégis lényeges forgalmi akadályt jelentett a közlekedés komoly lelassításával, különösen a nyári turistaforgalom idején, ami a környék tervszerű fejlesztését szolgáló útnak nevezett A75-ös autópálya létéből eredő előnyöket lényegesen lecsökkentette.

### A tervezési feladat
Egy völgyhíd megépítése a két magaslati útvonal között igen fontosnak számított, de az elképzelés megvalósításához nehéz feladatok megoldására kellett számítani. Ez volt az oka annak, hogy bár a millau-i völgyhíd három év alatt felépült, az útvonal, és az azzal járó hídépítés problémája hosszú, 13 évet igénybevevő megfontolásnak, előzetes kísérletekkel megalapozott tanulmányoknak, és számos tervezőintézet közötti együttműködésnek volt az eredménye.
Az elsődleges probléma csupán műszaki jellegű volt, ami a hatalmas tér áthidalásának technológiai feladatát, valamint a híd szél, korrózió és az esetleges földrengés elleni tartósságát jelentette. A híd tervezésének különösen megpróbáltató feladata volt az, hogy az előírt 120 éves élettartamra kellett megfelelő ellenállást biztosítani egy, az eddig észleltnél jóval nagyobb, 250 kilométeres óránkénti szélsebesség ellen, a helyi turbulenciát és más aerodinamikai hatásokat is figyelembe véve. A hidak számos, történetileg feljegyzett építés alatti, illetve használat során bekövetkező összeomlásának tudatában a tervezőknek azok okait alaposan tanulmányozniuk kellett egy hasonló baleset elkerülésének biztosítására, és a megfelelő, kísérletekkel alátámasztott megoldások kidolgozásához.

### Az 1988 és 1991 közötti időszak – az útvonal és a híd helyének eldöntése

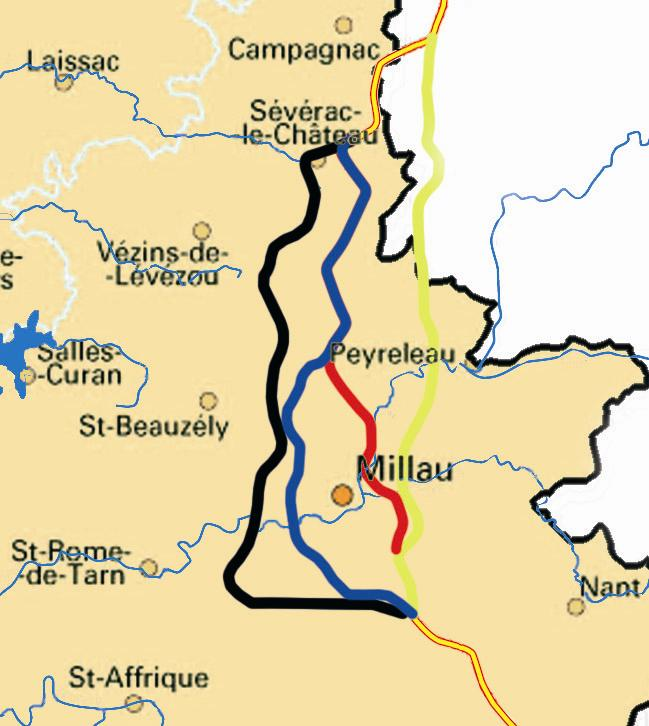
Az A75-ös autópálya Tarn folyó völgyét átszelő szakaszának megoldási lehetőségei (feketén: nagy nyugati, sárgán: nagy keleti, pirosan: RN9-közeli, kéken: medián)

A térkép a tervezőintézetek által javasolt négy útvonalvariációt mutatja:
- sárgán a hosszú grand Est, vagyis nagy keleti útvonalat, amely Campagnac közelében hagyta volna el az A75-ös meglevő részét, és a völgyet Millau-tól keletre szelte volna át a várostól délre meglevő útvonal csatlakozási pontjához;
- feketén az előbbinél kissé hosszabb grand Ouest, vagyis a Cernon völgyén áthaladó nagy nyugati útvonalat, ami Millau-tól jóval nyugatabbra keresztezte volna a völgyet;
- pirosan a Proche de la RN9–nak nevezett, a meglevő megyei út vonalát nagyjából követő autópályaszakaszt, aminek a Tarn folyó áthidalási helye megegyezett az első tervével; és
- kéken a közös megvitatás eredményeképpen legjobbnak ítélt úgynevezett médiáne útvonalat.

A grand Est útvonal a közlekedés számára előnyös lett volna, de elvetették, mert két hosszú (800, illetve 1000 méteres) híd építésére lett volna szükség nemcsak a Tarn, de a Dourbie folyó felett is nagy tengerszint feletti magasságban, amelyek építését túlságosan nehéznek ítélték, de annak nehéz helyi megközelíthetősége miatt még a környéknek se lett volna nagy hasznára.
A leghosszabb grand Ouest útvonalnak a környezetre lett volna túlságosan káros hatása.
Az RN9-közeli útvonal tervét, bár Millau városának jó szolgálatot nyújtott volna, azért nem támogatták, mert építését technikailag is nehéznek vélték, és az egyéb, már folyamatban lévő vagy megtervezett közlekedésfejlesztési munkákkal is nehéz lett volna összehangolni.
A médiane-nak elnevezett út terve sokaknak tetszett, bár ennek megvalósítását is nehéznek vélték, de a szakértők véleménye alapján, alapos megfontolás után ezt megvalósíthatónak ítélték. Így a „médiane” útvonal nyerte el a többség szavazatát, és ezt egy 1989. június 28-i minisztériumi határozat jóvá is hagyta.
Az útvonalnak és a megtervezendő híd pontos geográfiai helyzetének meghatározása után a következő kérdés az volt, hogy a hídon áthaladó út a két meglevő út magasságában haladjon-e át a völgyön a folyó szintje fölötti, körülbelül 200 méter magasságban, vagy a forgalom talán inkább alacsonyabb szintre legyen lekényszerítve. Hosszas töprengés, és a helyi lakosság képviselőinek bevonásával tartott tárgyalások eredményeképpen a magas híd építését választották, mert egy alacsony híd építése több alagút fúrását jelentette volna az igen kemény kőzeten át a környezetre káros hatással, és az alagútfúrás lassúsága az útvonal befejezését jelentősen hátráltatta volna. A minisztériumi határozatot 1991-ben hozták nyilvánosságra, de az nem tetszett mindenkinek, és nyílt tárgyalásokat tett szükségessé a nézeteltérések megvitatására és eldöntésére. A tárgyalások 1993-ban kezdődtek, és azok eredményét 1994. február 7-én hozták nyilvánosságra, ami megerősítette az előző döntést a magas híd kiválasztásáról.

### Ellenvélemények
Több szervezet hangoztatta ellenvéleményét a hídépítési határozattal szemben, főleg biztonsági és gazdaságossági indokokat hozva fel. Azt a nézetet is kétségbe vonták, hogy a híd, és maga a hídépítés a helyi lakosság érdekeit is szolgálhatná az ottani ipar, kereskedelem és turizmus fejlesztésével, de az ellenzéki csoportok véleményét nyilvánvaló akadékoskodásnak ítélve, 1995. január 10-én egy minisztériumi nyilatkozat kijelentette, hogy a hídnak a tervezett útvonalon való felépítése jól fogja szolgálni a helyi közösség érdekeit.

### Az 1991 és 1998 közötti időszak

A versenytárgyalásra benyújtott öt hídjavaslat

Az így kijelölt útvonal egy kb. 2500 méter hosszú viadukt építését tette szükségessé.
Az elsődleges megvalósíthatósági tanulmány Michel Virlogeux vezetése alatt a Sétra cég munkája volt. A legjobb hídtípus kiválasztására számos tervezőintézet javaslatát bekérték. 1993 júliusában tizenhét tervezőintézet nyújtotta be javaslatát, amelyek közül a nyolc legjobbnak ítélt tervvázlat benyújtóit terveik részletes kidolgozására kérték fel.
A beérkezett tervek kiértékelésével megbízott szakértői bizottság 1994 februárjában a részletes terveket megvizsgálva kettőt elvetett, további öt hídjavaslat tervezőit megoldásuk további részletezésére hívta fel. A kiértékelő bizottság ítéletét a kiválasztott tervezőcsoport nevével a közlekedési miniszter és a szakértőbizottság elnöke 1996. július 15-én hozta nyilvánosságra. Eszerint a munkát a Sogelerc (ma Thales), Europe Études Gecti, (ma Arcadis) és Serf (Norman Foster and partners tervezőintézete) kapta meg. Ezt a csoportot a miniszter és a vizsgálóbizottság elnöke a millau-i híd állami koncessziós tervezőjének, vagyis hivatalos állami megbízottjának nevezte ki.
A kiválasztott csoport részletes terveinek kidolgozása a beruházást javasló szakértő, Michel Virlogeux által felállított szakértői bizottság felügyelete alatt két évet vett igénybe, ami így 1998-ban lett kész megvitatásra, mert a csoport speciális szakértelemmel rendelkező tagjainak gyakorlati vizsgálatokkal, maguk által kidolgozott tesztekkel kellett bebizonyítani, hogy a geotechnikai körülmények figyelembevételével a tervezett híd tartósan ellenáll majd a nagy szél egyenetlen ingadozásának. Választaniuk kellett, hogy vasbetonból vagy acélból készítsék-e az útpálya alépítményét, igazolni kellett a tervezett pillérek és pilonok megfelelő szilárdságát, stabilitását, állékonyságát és tartósságát, valamint azt is, hogy az építésre javasolt berendezések meg fognak felelni az építés minden kívánalmának.
A vizsgálatok sikeresnek minősültek, és a miniszter a tervezett munkát 1998 végén jóváhagyta.

### Az 1998 és 2001 közötti időszak – a beruházás finanszírozása

#### A koncessziós építőcég kiválasztása
A nagy és komplikált beruházás megvalósítása természetesen pénzügyi problémákkal is járt, mert a miniszterek valószínűtlennek tartották, hogy az állam fedezni kívánna egy akkori pénzben kétezer millió francia franknak, mai pénzben 320 millió eurónak megfelelő összegű befektetést, ezért csakis az ingyenes autópálya elvének elvetését látták megvalósíthatónak. Aveyron megye tanácsa azonban ezt az álláspontot nem fogadta el.
Végül meglepő módon Jean-Claud Gayssot, az akkori szocialista kormány kommunista párti minisztere volt az, aki a koncessziót 1998. május 20-án aláírta az akkori Terület- és környezetfejlesztési miniszterrel, Dominique Voynet-vel együtt. Ez azonban nem volt elég, mert az államtanács az erre szolgáló koncessziós versenyt csakis egy nyilvános vizsgálat után, egy év elteltével engedélyezte. A koncesszió nyilvános felajánlására négy vállalkozócsoport válaszolt a 2000. január 24-i határidőre. Ezek közül az egykori Eiffel-torony építőjének utódját, az Eiffage céget ítélték a legalkalmasabbnak a viadukt megépítésére.
Csaknem két évet kellett még várni arra, hogy 2001. október 8-án – öt évvel Norman Foster terveinek benyújtása után – Lionel Jospin miniszterelnök aláírja a kormány által törvénnyé emelt koncesszió jóváhagyását.

#### A koncesszió időtartama
A felajánlott koncesszió szövege szerint annak időtartama 2079-ig fog tartani. Ez azt jelenti, hogy az építő céget az állam feljogosította arra, hogy 75 éven és két hónapon keresztül használati díjat szedhessen a híd használatáért, bár nehéz lett volna bizonyossággal meghatározni, hogy ez az időtartam igazságos jövedelmet ígért volna-e a koncessziós cég számára, vagy sem. Ezért az állam a koncesszióhoz azt a feltételt kötötte, hogy ha a hídból származó hasznot 2045-ben megvizsgálva túlságosan nagynak ítélik, akkor a koncesszió idejét lerövidíthetik.
A koncesszió időtartamától függetlenül az építő csoportnak garanciát kellett vállalnia a híd előírt használhatóságának, épségének 120 éves időtartamra történő megőrzésére, a megfelelő karbantartás biztosítására, nagyobb javítási munka elkerülésével.

#### A hídra szánt teljes beruházási összeg
A költségvetés a híd árát első számítással 400 millió euróra becsülte, természetesen az állam által végzett előzetes kiértékelési adminisztrációs munkát nem számítva. Az összeget magánvállalkozásnak kellett szolgáltatnia, bár végül az állam is hozzájárult a költségek összegének egy százalékával és a helyi önkormányzat is egy hasonló nagyságrendű összeggel, főleg környezetvédelmi feladatok fedezésére.

### A híd felépítésének vállalkozói
- Építészmérnök: Norman Foster
- Az építő konzorcium (valamennyi tagja az Eiffage cég tagja):
  - Eiffage TP: betonmunka
  - Eiffel: a hídon áthaladó útfelület fém alépítménye
  - Enerpac: az alépítmény helyrecsúsztatása
  - Appia: az út aszfaltozása
  - Forclum: villamossági munka

Az Eiffage leányvállalat [forrás?] munkája volt a pillérek tetejének előfeszítése. A tartókábelek gyártásával, előfeszítésével és elhelyezésével a VINCI csoporthoz tartozó Freyssinet céget bízták meg, az útalapzat gyártásának és szakaszos helyrecsúsztatásának technológiáját pedig – a liège-i egyetem közreműködésével – a belga Greisch tervezőiroda biztosította.
A munkálatok összehangolását az SNCF egyik osztaga, a SETEC végezte.

### A hároméves építési időszak

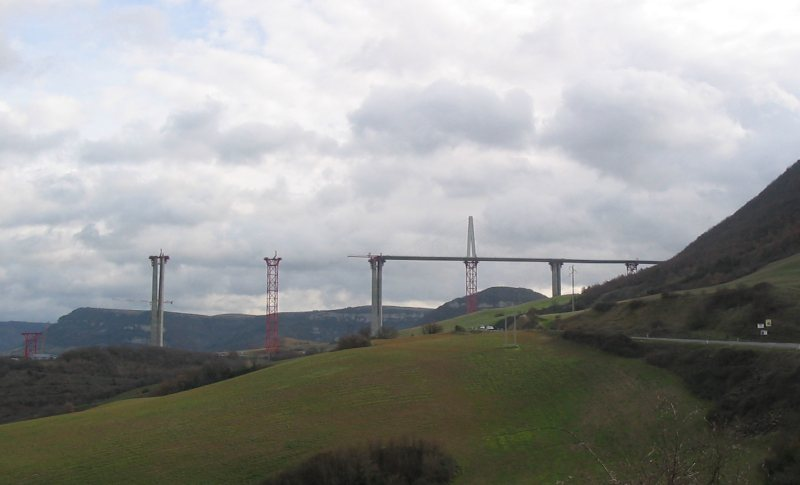
Építés közben

A francia A millau-i völgyhíd építésének jelentős dátumjai című cikk alapján.
- 2001. október 16.: az építést szolgáló ideiglenes épületek stb. helyszínre szállítása.
- 2001. november 14.: alapkőletétel.
- 2001 decemberétől: a pillérek alapozása.
- 2002 márciusa: a C8-as (déli) hídfő építésének megkezdése.
- 2002 júniusa: a pillérépítés kezdete és a C8-as hídfő befejezése.
- 2002 júliusa: a segédpillérek talpazatának építése megkezdődik.
- 2002 augusztusa: a C0-s (északi) hídfő építésének kezdete.
- 2002 szeptembere: a pályaszerkezet összeszerelése megkezdődik.
- 2003. február 25.: az alépítmény hidraulikus előretolásának kezdete.
- 2003. július 3.: a harmadik előretolási fázis kezdete, ami 60 órát vesz igénybe; befejeztével az alépítményt ideiglenesen lerögzítik a P7-es pillérre.
- 2003. augusztus 25.: a negyedik előretolással a pályaszerkezet eléri a Pi6 segédpillért.
- 2003. augusztus 29.: a negyedik előretolás után az alépítményt a Pi6 segédpillérre emelik, és a P7 pillérre a pilont ráerősítik.
- 2003. szeptember 12.: az északi irányból történő második előretolás. Az elsőt ebből az irányból a híd előtti útrészen végezték technikai adatgyűjtés érdekében.
- 2003. november 20.: a pillérépítés befejezése.
- 2004. március 26.: előretolás a déli irányból; a pályaszerkezet eléri a P3 pillért.
- 2004. április 4-5. éjszakája: Az alépítmény eléri a legmagasabb, P2 pillért. A munkát a vihar és a ködös idő lelassította a lézer irányítás megzavarásával.
- 2004. április 20.: az északi irányból végzett előretolás befejezése.
- 2004. május 28.: az előretolt pályaszerkezeti elemek gyakorlatilag találkoznak, összeerősítés a következő napokban.
- 2004 júliusa: a pilonok felállítása befejeződik.
- 2004. szeptember 21-25.: az útburkolat elkészítése. A közönséges aszfaltozási módszert hőtágulási probléma miatt módosítják.
- 2004 novembere: a segédpilléreket eltávolítják.
- 2004. november 17.: a híd teherbíró képességének vizsgálata megkezdődik (980 tonna összteherrel).
- 2004. december 14.: a munka gyakorlatilag véget ér. Jacques Chirac köztársasági elnök a hidat felavatja.
- 2004. december 16.: a híd hivatalos átadása a forgalomnak.
- 2004. december 18.: befejezik az utolsó simításokat.

## A híd és a hídépítési munka leírása
A millau-i völgyhíd egy nyolcnyílású, ferdekábeles, acélszerkezetű közúti híd, ami hét vasbeton pilléren és két beton hídfőn nyugszik. Mintegy a pillérek folytatásaként az út középvonalára hét acél pilon van felállítva. Az ezekhez erősített ferde irányba legyezőformában elhelyezett kábelek a hidat felülről tartják, és a tartóerőt ezáltal elosztják. A Tarn-völgy legmélyebb pontján épített pillér és a felette magasló pilon a világ legmagasabb hídjává teszi ezt az építményt. A 4,2 méter magas alépítményen fekvő, 32 méter széles útfelülettel rendelkező híd 2460 méteres teljes hosszával a világ leghosszabb, közúti ferdekábeles hídja.
Az útfelület a Tarn folyót a völgy legmélyebb pontján a vízszint fölött 270 méter magasságban keresztezi. Az útnak mindkét irányban két sávja és egy-egy leálló sávja van, a gyalogos közlekedés tilos. A híd két szélső fesztávja 204 méter, a közbenső hat mindegyike 342 méter hosszú. A hídfelület enyhén lejt (3,025%) északi irányba (a szintkülönbség 74 m), és keletre enyhén elkanyarodik (kanyarsugár: 20 km).

### A pillérek talpazata és alapzataik
Minden pillér 17 méter széles, 24,5 méter hosszú beton talapzaton áll, amelyek mindegyike négy 4,5 és 5 m közötti átmérőjű, 9 és 17 méter mélység között váltakozó marokkói kútnak nevezett vasbeton alapzaton fekszik. Ezek építésével kezdődött a hídépítési munka. Az északról számított negyedik (P4) és hetedik (P7) pillérek alapzata elefántláb alakú, vagyis a legmélyebb részeik kiszélesednek. A fúrást kőzettörővel felszerelt Liebherr 942 hidraulikus működésű mechanikus kotrógépek végezték. Az aknákba betont lövelltek. A beton minőségét javította, hogy a cementhez szilikaport kevertek 30 kg/m3 arányban. Ez lehetővé tette, hogy a cement mennyiségét csökkentsék, és a hőkibocsátást 35 °C-ra korlátozzák. (További részletek a francia cikkben, lit. cit.)

### A hídvégi támaszok
A hídfőket, amelyek hivatása a pillérekével azonos, a völgy két oldalán, 2002 márciusa és novembere között építették. Ezek 13 méter széles, tehát a hídfelületnél keskenyebb, üres belsejű építmények. Csak az oldalukhoz csatlakozó, kosárszerűen kiképzett szárnyaik terjednek ki az útalapzat teljes szélességére. A használt beton szabványa: B 35G 0/14, használati koncentráció: 385 kg/m3. A két alátámaszték felső, tartási felületei az útalapzat aljához csúszóberendezések közvetítésével csatlakoznak.
Az északi, fizetőhely zónájába eső hídfő a viadukt üzemeltetéséhez szükséges technikai helyiségeket is magában foglalja.

### A pillérek
A pillérek belülről üres oszlopok, amelyeket nemcsak az út- és úttartó-felület tartására méreteztek, de hőtágulásra és szélellenállásra is. A pillérmagasság a topográfia és a hídprofil függvénye, a híd lejtésével is számolva :
| P1       | P2       | P3       | P4       | P5       | P6       | P7      |
| -------- | -------- | -------- | -------- | -------- | -------- | ------- |
| 94,501 m | 244,96 m | 221,05 m | 144,21 m | 136,42 m | 111,94 m | 77,56 m |

Keresztirányban a pillérek szélessége függőlegesen fölfelé haladva parabolikusan csökken, a leghosszabb P2 pilléré például 27 méterről 10 méterre. A 90 méternél rövidebb pillérek monolit formában csak egyágúak, de az ennél magasabbak ezen színt fölött kettéválnak, ami az erős szél hatása mellett az acél alapzat hőtágulását veszi figyelembe, mert ez a számítás szerint lineárisan 40 centimétert is elérhet.

### A pillérek építése
A pilléreket nagy teljesítményű (BHP) B60 minőségű betont használva két, névlegesen 80 köbméteres óránkénti sebességgel dolgozó Liebherr betonkeverővel építették beton szivattyúzással harminc méter magasságig, azon felül pedig 20 tonna kapacitású daru segítségével, ami egy emeléssel 3 tonna betont szolgáltatott.
A munkát 2002 áprilisa és 2003 között hajtották végre. A pillérek mindegyikén önálló csoport dolgozott, különálló felügyelettel. Az építkezésen 2002 júliusára már közel nyolcszázan dolgoztak, de 2002 telére már csak 500 fő maradt, a 80 mérnököt, illetve munkavezetőt is beleszámítva. A speciális gépszerszámok mellett lézervezérlés biztosította a pillérek középvonalának pontos függőlegesre építését. A geográfiai helyzet pontosságát műholdas helyzetmeghatározás (GPS) segítette.
A magas színvonalú építészeti technológia alkalmazásának volt az eredménye, hogy az építés igen gyorsan haladt, 25 köbméteres óránkénti betonozási sebességgel, ami nagyjából 4 méternyi magasságnövekedésnek felelt meg. Csak a beton megkötésére kellett várni időszakonként, bár gyorsan kötő cementet használtak. A várakozás ellenére az építőknek sikerült az előző francia pillérbetonozási rekordot megdönteni.
A külső zsaluzást fázisokban, vagyis szakaszosan, négy méterenként, daru nélkül, úgynevezett ACS, Automatic Climbing System, vagyis automatikus mászórendszernek nevezett berendezéssel végezték.

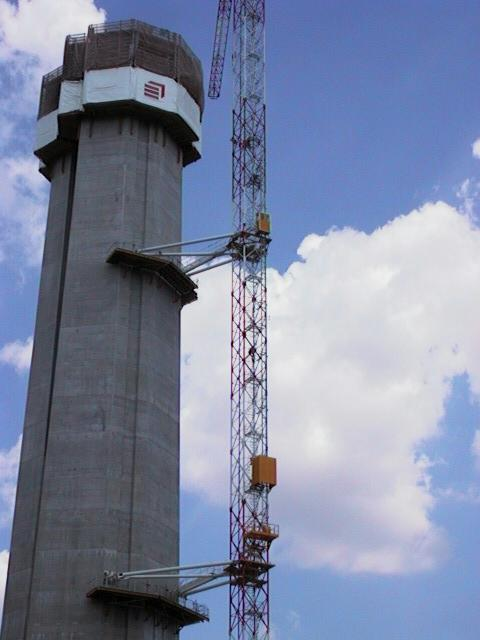
A beton pillérek építésére szolgáló zsaluzási készülék egy pillér tetején, a pillértest kettéváló pontja fölött

A pillérek kettévált részei betonozás előtt teljes hosszukban előfeszítést igényeltek, hogy állapotuk megfeleljen az üzemeltetési körülményeknek, és nehogy a hídfedélzet szél, vagy hőtágulás okozta feszültsége hatására a pillérek megrepedjenek. Az előfeszítésre nyolc kábelt használtak. (A betonozási folyamat részletesebb leírását lásd a francia Wikipédián a Viaduc de Millau cikk Construction des piles szakaszában.)
Minden pillér csúcsán négy (a kettéváltakon két-két) nyomásbíró csúsztatófelület biztosít szabad mozgást az alépítmény és a pillérek között, de ezeket a manapság univerzálisan használt PTFE helyett bronzból készítették.
A pillérépítés végeztével a harmadik pillérre egy táblát erősítettek annak az 537 személynek a nevével, akik részt vettek a pillérek építésében. 2003. december 9-én pedig tűzijáték ünnepelte a pillérek elkészültét.

### A pályaszerkezet
A viadukton áthaladó út, illetve a híd pályaszerkezete enyhén lejt észak felé. A 3,025%-os lejtés a híd két vége között 74 méter ereszkedést jelent. Ezt, és az út vonalvezetésének egy 20 kilométeres sugarú kör kerületét követő görbületét a tervezők állítólag az útvonal kényelmes követésére szánták, azt a benyomást is keltve, hogy a híd a végtelenségig tart. Az enyhe kanyarulat az út jobb beláthatóságát is szolgálja.
A pályaszerkezet egy kisebb elemekből a helyszínen összeállított zárt szekrénytartó, vagyis doboz jellegű építmény, amelynek fordított szárnyprofilját a helyben mért maximális 176 km/h szélsebesség tudatában az aerodinamika szabályait követve tervezték a szokásos biztonsági tényezők alkalmazásával, körülbelül 250 km/h maximális szélsebességre méretezve, úgy, hogy arra a szél inverz, vagyis negatív emelőhatást gyakoroljon.
A szekrénytartó kialakítása a San Franciscó-i Golden Gate híd, és a normandiai Normandia híd pályaszerkezeteihez hasonló, úgynevezett ortotróp lemezes szerkezet.
A pályaszerkezet egyik szakaszának elhelyezése közbeni korlátozott joggal feltöltött képe a francia wikipédián látható fr:Fichier:Millau tablier.jpg

#### Gyártás
A szekrénytartó elemeinek központi részét (magját) az Eiffel gyártotta Fos-sur-Merben, az oldalt csatlakozó szárnyakat pedig a Lauterbourg cég Elzászban. A hegesztést az Eiffel a legmodernebb technológia alkalmazásával, plazmasugaras vágóval és kétfejes hegesztő robottal végezte.

#### Összeállítás és előretolás
A szekrénytartó elemeit a híd két végén állították össze, így kerülték el, hogy a hegesztési munkát szabad tér fölött, nagy magasságban kelljen elvégezni.
A pályaszerkezet féltámaszköznyi (171 méter) részeit összeállítás után egyenként tolták be a pillérek, illetve az ideiglenes segédjármok fölé, amit a híd végén a következő elem hozzáhegesztése követett. A folyamat precíz megvalósítását GPS műholdas helyzetmeghatározás és lézervezérlés biztosította. (Részletes technikai leírás a francia cikkben)
Az összeszerelés a híd két végén már 2002 szeptemberében megkezdődött, és az első félfesztávnyi résznek a pillérek fölé való előretolását július 3-án kezdték meg. A híd másik végén az alépítmény első részét már a legközelebbi pillér magasságának teljes elérése előtt próbaként – a következő darabbal összeszerelten – kissé előretolták. Az pályaszerkezet két fele végül 2004 májusában találkozott, ekkor erősítették össze azokat.
Az építési munkát, ami 150 ember 20 hónapi munkáját vette igénybe, szigetelés majd vízhatlansági próba követte.

### Az útfelület és burkolata

Felfelé keskenyedő pilon

Az útfelület megépítése és a szükséges vizsgálati munka 2004 májusa és decembere között folyt le. Azért, hogy a hídpályára nehezedő súlyt korlátozzák, vékony aszfaltburkolatot terveztek a szigetelőréteg fölé. A nehézséget az jelentette, hogy olyan burkoló-szigetelő anyagra volt szükség, ami kibírja a hídpálya néha igen jelentős deformálódását, védelmet nyújt a korrózió ellen és kényelmes, biztonságos útfelületet biztosít az autósok számára.
A burkolat összetételének pontos kiválasztása majdnem kétéves laboratóriumi munkát vett igénybe. Végül egy többréteges felületet választottak a következő összetevőkből: "Orthochape" futópálya felület, "Parafor ponts" szigetelőréteg és "Siplast primer" lakkfelület.
| Réteg            | Anyag          | Gyártó szolgáltató | Vastagság illetve keverési arány |
| ---------------- | -------------- | ------------------ | -------------------------------- |
| Futópályafelület | Orthochape     | Appia              | 70 mm                            |
| Vízhatlanítás    | Parafor Ponts  | Siplast            | 4 mm                             |
| Zománcozás       | Siplast Primer | Siplast            | 100 és 150 g/m2 között           |

Bár a hatalmas híd útfelületének vastagsága csak 74 mm, az összréteg súlya csak 13000 tonna lett.
Annak biztosítására, hogy az út megfeleljen a fenti követelményeknek, gyakorlati laboratóriumi vizsgálatokkal kapcsolt minőségi előírást (specifikációt) kellett felállítani. Az ideális útburkolat kifejlesztése 10 éves laboratóriumi kutatómunkának lett az eredménye.
Az egész útfelületet több szigetelőréteggel látták el, majd szigorú vízhatlansági próba következett. Szeptemberben 32 rakott teherautó bevonásával statikus terhelési vizsgálatokat, majd 100 tonnás dinamikus próbát végeztek. November végén pedig pillér-repedési tesztet végeztek.

### A pilonok
A híd pályaszerkezetéhez hasonlóan szekrénytartós kialakítású hét acél pilon mindegyike kb. 700 tonnát nyom, 89 méter magas és felfelé keskenyedik; a hídvégek felé néző oldalukon kapcsok szolgálnak a hídtartó kábelek rögzítésére. A pilonok alját masszív 15 és fél méter szélességűre építették.
A pilonokat üzemileg gyártott, átlagosan 75 tonnát nyomó elemekből állították össze a helyszínen. Az első pilont a híd mindkét végén a pályaszerkezet pillérekre bocsátása előtt szerelték, azok mindkét oldalán hat-hat kábellel a híd pályaszerkezetét rögzítették az építés ideje alatti merevítés céljából; a többi pilont a pályaszerkezet előretolásának befejezése után helyezték el.

### A híd kábelei

Egy (a viadukténál nagyobb) 91 pászmából álló kábel példája metszetben; egy pászma maga is hét galvanizált szálból áll.

Híd hosszirányában a pilonok mindkét oldalára egy-egy 11 kábelből álló kábelsorpárt rögzítettek, amelyek legyező alakzatban csatlakoznak a pályaszerkezethez, így azt minden támaszközben felülről két kábelsor tartja, ami összesen 154 kábelt tesz ki.
A kábelek több huzalból állnak, amelyek száma a kábel hosszától függően 55 és 91 között van. A huzalok mindegyike hét keskenyebb, nagy húzószilárdsággal rendelkező acélszálból áll, egy központi szálból és az ezt körülvevő hat egymással összefont külső szálból. Minden egyes szál háromszoros korrózióvédelmet élvez: egy galvanizált réteget, amelyet kívülről egy kemény, nagy sűrűségű polietilén film takar, ami paraffin viasszal van nyomás alatt megtöltve. Ezen túlmenően az egész együttest kívülről szalagtekercs védi. A kábelek mindegyike egymástól független, így szükség esetén külön is kicserélhetők.

### Villanyberendezések és műszerezés

#### Villanyberendezések
A villanyberendezések nagysága méltó az óriási hídhoz. Az erősáramú kábelek összhosszúsága 30, a gyengeáramú kábeleké 10, az optikai kábeleké pedig 20 kilométer. 357 telefoncsatlakozó teszi lehetővé, hogy a karbantartók bármikor és a híd bármelyik pontjáról (pilon, pillér, hídpálya) kapcsolatba léphessenek az irányító központtal. A műszerek mérési adatait először az északi hídfő helyére épített központban gyűjtik össze, majd a fizetőhely területére helyezett műszerközpontba irányítják, ahol a legkisebb rendellenesség észlelése esetén is beindul a riasztó, és azonnal megkezdődik a hibaelhárítás.

#### A híd felügyeletére szolgáló érzékelőberendezések
Számos szenzort helyeztek a híd különböző részeire a híd állapotának, valamint az időjárási körülmények változásának követésére, azok monitorozására. Így műszerek követik milliméteres pontossággal a pályaszerkezetnek a beton alátámasztásokhoz viszonyított, és a beton talpazatoknak az alapzatokhoz viszonyított elmozdulásait. Műszerek követik a kábelek épségi állapotát, rezgés- és gyorsulásérzékelők a híd rezgését. 12 optikai szálas extenzométer, vagyis nyúlásérzékelő méri a legmagasabb, P2 pillér talpazatának hőtágulását. A P2 és P7 pillérek tágulását teljes hosszúságukon elektromosan működő extenzométerek ellenőrzik.

#### A gépjármű-közlekedést szolgáló szenzorok
Két egymástól meglehetős távolságra helyezett piezoelektromos érzékelő és a kettő közötti pontra helyezett automatikus elektromos számláló különböző adatokat gyűjt az áthaladó közlekedésről: gépjárműsúly, átlagsebesség, a közlekedés sűrűsége stb. A rendszer 14 gépjárműfajtát tud megkülönböztetni.
Az úthasználók biztonságára automatikus hibaészlelő rendszert használnak, ami nem csak a baleseteket jelzi, de olyan rendellenességeket is, mint például a biztonsági sávban álló jármű jelenlétét, vagy az útfelületen, és a híd bármely pontján váratlanul megjelenő embert vagy tárgyat is. Logikusnak tűnik, hogy nagyobb baleset esetén a híd működtetőinek közreműködésével az Aveyron megyei önkormányzat által kidolgozott tervek alapján járnak el, hiszen ilyen estekben a helyi mentők, tűzoltók és a rendfenntartó hatóság beavatkozása elkerülhetetlen.

## A híd külső tartozékai

### A fizetőhely
A fizetőhely négy kilométerre található a hídtól északi irányban, és a forgalom mindkét irányát szolgálja. Ez az egyetlen fizetőhely az A75-ös autópályán Clermont-Ferrand-tól délre.
A forgalmat szabályozó fizetőhely területén helyezték el a hidat működtető, karbantartó személyzet és a technikai berendezések, műszerek számára létesített épületeket.
A fizetőfülkéket, illetve a használati díjat gyűjtő automatákat, valamint az azokhoz vezető sávokat borító, 100 m hosszú és 28 m széles levélalakra tervezett védőtető speciális erősítőszálas, nagy teljesítményű betonból készült.
Eredetileg a fizetőhelyet 14 sávval, átlagosan napi 28 000, maximálisan napi 35 000 járműre méretezték és a számítások szerint közlekedési dugó képződése nélkül működött volna. Gyér forgalom esetére úgy alakították ki a középső fizetőfülkét, hogy mindkét irányban kiszolgálhassa a forgalmat.
2005. július 31-én ötvenezer jármű 12 kilométeres torlódást okozott, ami szükségessé tette a fizetőhely sávjainak sürgős növelését. A munka, ami a sávok számát mindkét oldalon kettővel, összesen 18-ra emelte, a 2006-os júniusi csúcsforgalom idejére befejeződött és a probléma egy időre megoldódott. A használatban tartott sávok száma a forgalom méretét követi, tehát aszimmetrikus.

### A brocuéjouls-i pihenőhely
A brocuéjouls-i pihenőhelyet egy családi mezőgazdasági vállalkozás területére építették, de időnként a helyi kultúra és háziipar termékeit népszerűsítő rendezvényekre kiállításokra, vásárokra is használják.

### A híd megnyitása
Az építési munka, amit 2001. október 10-ei kezdettel eredetileg három évre terveztek, a rendkívül rossz időjárási viszonyok miatt késedelmet szenvedett, és az építés beütemezését módosítani kellett. A módosított, befejezési célul 2005 januárjára várt készültségi fokot azonban már 2004 november végére sikerült elérni. A hídvizsgálat eredményét megfelelőnek nyilvánítva a hidat Jacques Chirac köztársasági elnök 2004. december 14-én felavatta, december 16-án pedig a hidat a forgalom hivatalosan átvette.

### A híd üzemeltetése

#### Forgalom
A fizetőhely jövedelme a beruházás és a hídüzemeltetés költségeinek valamint a kockázatot is felértékelő, jogosultnak ítélt rentábilis jövedelemnek a fedezésére szolgál. A viadukt forgalmát készenléte előtt a finanszírozási és jövedelmi költségvetés számára ideiglenesen átlagosan napi 10 000 járműre becsülték, 10%-át teherjárműnek számítva, de a nyári csúcsforgalom időszakára 25 000 járműre számítottak, valamint általánosan 3%-os évi gyarapodással. Az eddigi feljegyzések szerint négy és fél millió jármű használta a hidat 2007-ben, és csaknem 4,7 millió 2008-ban, ami durván megfelel a becslésnek.

#### A viadukt használati díja
A hídnak a koncessziós cég által szedett használati díját egy, a szerződő felek (vagyis a koncessziós cég és az állam) közötti öt évre szóló megegyezés alapján évente állapítják meg, s e célból a járműveket öt kategóriába sorolták súlyuk és magasságuk szerint. A szerződés kiköt minden kategóriára egy kezdeti, nyári csúcsforgalmi alaptarifát, amelyet a dohánycikkek kizárásával számított fogyasztói árak változása alapján évente módosítanak. A nyári időszakon kívüli tarifát a nyáriból számítják ki egy bizonyos százalék levonásával.
| Év   | 1. osztály könnyű jármű   | 1. osztály könnyű jármű | 2. osztály közepes járműtípus | 2. osztály közepes járműtípus | 3. osztály 2 tengelyes > 3,5 tonnás |
| Év   | nyáron kívüli időszak (€) | július – augusztus (€)  | nyáron kívüli időszak (€)     | július – augusztus (€)        | (€)                                 |
| ---- | ------------------------- | ----------------------- | ----------------------------- | ----------------------------- | ----------------------------------- |
| 2005 | 4,9                       | 6,5                     |                               |                               |                                     |
| 2007 | 5,4                       | 7,0                     | 8,1                           | 10,6                          | 19,4                                |
| 2008 | 5,6                       | 7,4                     | 8,5                           | 11                            | 20,2                                |
| 2009 | 6                         | 7,7                     | 9                             | 11,6                          | 21,3                                |
| 2010 | 6,1                       | 7,9                     | 9,2                           | 11,8                          | 21,7                                |
| 2011 | 6,4                       | 8,2                     | 9,6                           | 12,3                          | 22,5                                |
| 2012 | 6,7                       | 8,6                     | 10,1                          | 12,8                          | 23,5                                |

#### Megengedett legnagyobb sebesség
Eredetileg a francia autópályák többségén megengedett maximális 130 km/h sebességet szabtak meg, de ezt később túlságosan veszélyesnek tartották, mert a híd és a vidék megcsodálására lelassító vezetők akaratlanul is számos balesetet okoztak. Így 2005 júniusában a sebességet 110 km/h-ra csökkentették.

#### Karbantartás
A karbantartás nem egyszerű felügyelet, ellenőrzés, hanem az iparban jól ismert TMK, vagyis tervszerű, megelőző karbantartás, ami egy berendezés alkotóelemeinek időszakonkénti, előzőleg kidolgozott terv alapján végzett vizsgálatát jelenti. Ez nem csak javítást, védelmi kezelést, hanem az egyes részek időszakonkénti kicserélését is magában foglalja. A kiinduló, referencia állapotot a híd minden egyes részén 2005 október közepe és december közepe között végrehajtott vizsgálatok eredménye jelenti. Egyes szerkezeti részeket évente, másokat három évente, ismét másokat hat évente vesznek vizsgálat alá, de vannak alkotórészek, amelyek épségbeli állapotát monitorozzák, folyamatosan ellenőrzik műszerekkel, vagy videóval.

## A völgyhíd hatása a vidékre

### Környezet
A millau-i völgyhíd teljesen áthidalja a Tarn völgyét a Causse rouge és a Causse du Larzac fennsíkok között a Dourbie folyó völgyének csatlakozási pontjánál. Az autópálya keresztez két megyei főútvonalat, valamint egy vasútvonalat is Millau közelében és a városnak és környékének megközelítését is megkönnyíti.
A híd szépen beleolvad a vidék környezetébe és a beton pilléreken nyugvó könnyű acél pályaszerkezetével, karcsú kábeltartó oszlopaival kellemes, esztétikus látványt nyújt. Ugyanakkor a híd megszerkesztésével és a munka megszervezésével, nevezetesen a nagy számú, előre gyártott alkotórész használatával, a tervezők azt a célt is elérték, hogy építése alatt se csúfítsa, terhelje a környezetet. Az építés jó megszervezésébe az is beleszámít, hogy a munkálatok során keletkezett hulladékanyag eltávolításáról és a szennyvíztisztításról sem feledkeztek meg. A híd üzemeltetésével járó hulladékanyag, szennyvíz, esővíz stb. eltávolítását illetve kezelését is megfelelő berendezések biztosítják.

### Helyi turistaforgalom
A turistaforgalom a híd megnyitása óta jelentősen megnőtt, az építés ideje alatt is már több mint félmillióan keresték fel a helyet. A látogatók száma azóta is növekszik, gyönyörű kilátás nyílik a hídra a Millau felé ereszkedő RN9-ről. Sokan attól tartottak, hogy a híd megnyitása után a turisták elkerülik a városközpontot és a környező településeket, de az ellenkezője történt. Millau-ban javult az áruellátás, a szállodák, éttermek forgalma megnőtt, és a szomszédos kisvárosokban is emelkedett a turisták száma.

### Helyi gazdaság
A völgyhíd megnyitásával megszűnt a torlódás az utakon, a jobb megközelíthetőség vonzóbbá tette Millau-t és környékét a vállalkozók számára. Millau-ban ipari központ jött jötte, ahol 80 vállalkozó kért építési engedélyt. Két környékbeli város, la Cavalerie és a váráról híres Severac-le-Chateaux is ipari központot létesített. Aveyron megye geostratégiai helyzete, valamint az A75-ös autópálya kedvező lehetőséget kínált a logisztikai cégeknek. A megyei tanács felmérése szerint a környék elszigeteltsége megszűnt, a gazdasági tevékenység jelentősen fellendült.

### Egyéb érdekességek
A millau-i völgyhíd öt rekordot döntött meg, két nemzetközi díjat és egy emlékérmet nyert. Számos nevezetes személy látogatta meg, akik közül említésre méltó a kínai iparügyi miniszter, akit nem csak az alkotás érdekelt, de a környezettel, a közvéleménnyel és a finanszírozással kapcsolatos problémák megoldása is, bár nem látta valószínűnek, hogy a kínaiak hasonló hídépítésre vállalkoznának a közeljövőben. Arnold Schwarzenegger, Kalifornia kormányzója azonban közvetlen tanácsért fordult Millau polgármesteri hivatalához. Azt tudakolta, hogy szerintük milyen módon kérje ki a lakosság véleményét, ha a jövőben hidat akarna építtetni a San Francisco-öbölben.
A híd születését négy sportesemény ünnepelte: egy gyaloglás és futóverseny 2004-ben közvetlenül a híd elkészülte előtt 19 000 résztvevővel, akik két környékbeli viadukton mentek keresztül, és kivételesen itt is engedélyt kaptak az egyes számú pillérig. 2007-ben egy 23,8 km-es versenyre került sor 10 496 résztvevővel, akiket ismét kivételesen átengedtek a hídon és vissza, de ilyen esemény többet már nem ismétlődhet meg. 2007-ben 1052, majd 2008-ban 1099 motoros áthaladását jegyzőkönyvezte a francia motorkerékpárosok egyesülete; a híd megnyitása előtt pedig három görkorcsolyás tette meg a 700 kilométeres utat öt nap alatt Párizstól a viaduktig.